# (45298) Williamon
(45298) Williamon est un astéroïde de la ceinture principale.

## Description
(45298) Williamon est un astéroïde de la ceinture principale. Il fut découvert le 5 janvier 2000 à Kitt Peak par A. Block. Il présente une orbite caractérisée par un demi-grand axe de 3,08 UA, une excentricité de 0,16 et une inclinaison de 10,1° par rapport à l'écliptique.

## Compléments